# كيمبرلي ريد
كيمبرلي ريد (بالإنجليزية: Kimberley Reed)‏ هي رامية مطرقة ومنافسة ألعاب القوى بريطانية، ولدت في 18 فبراير 1995.